# Consolida ajacis
Consolida ajacis là một loài thực vật có hoa trong họ Mao lương. Loài này được (L.) Schur mô tả khoa học đầu tiên năm 1853.

## Hình ảnh

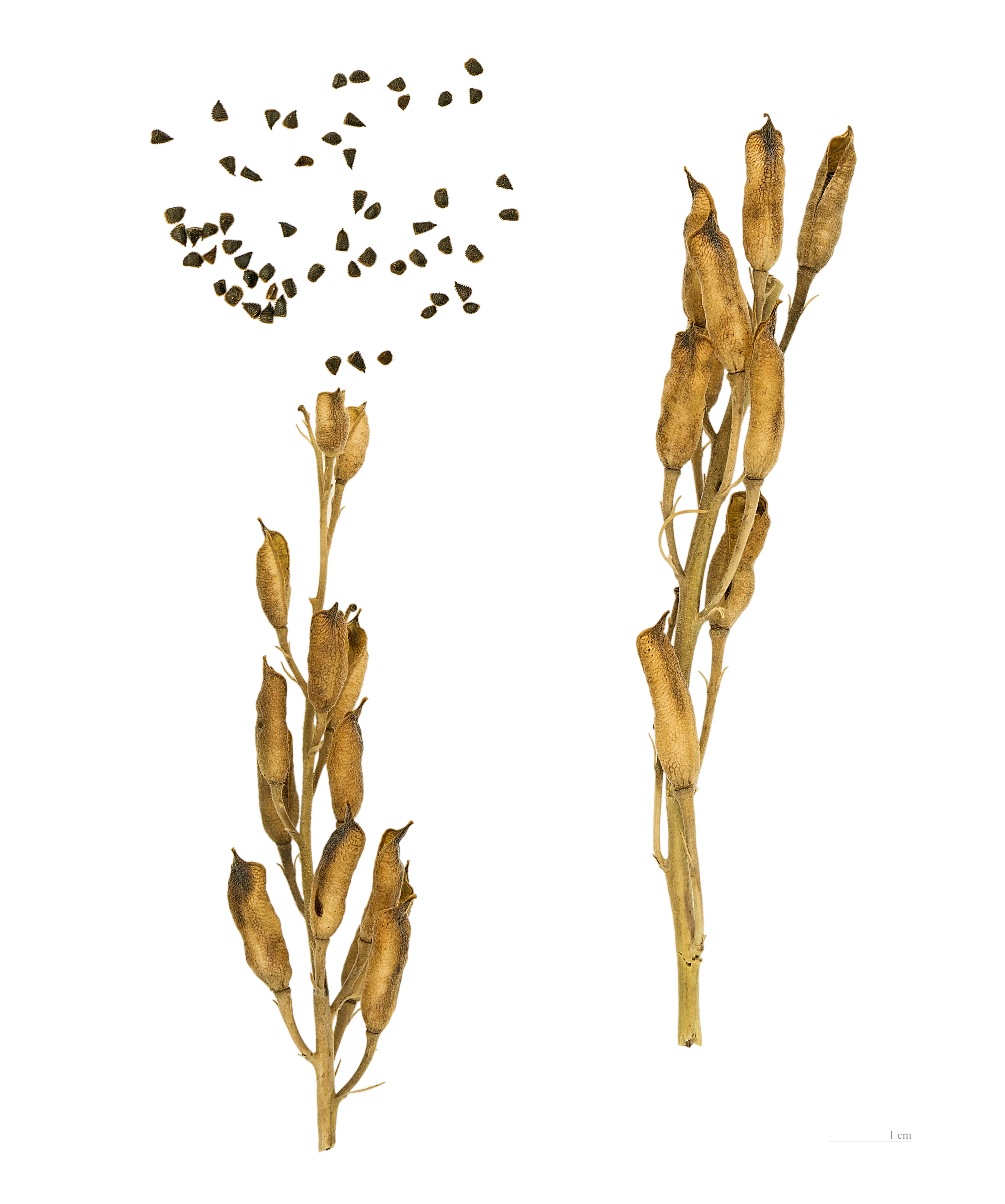
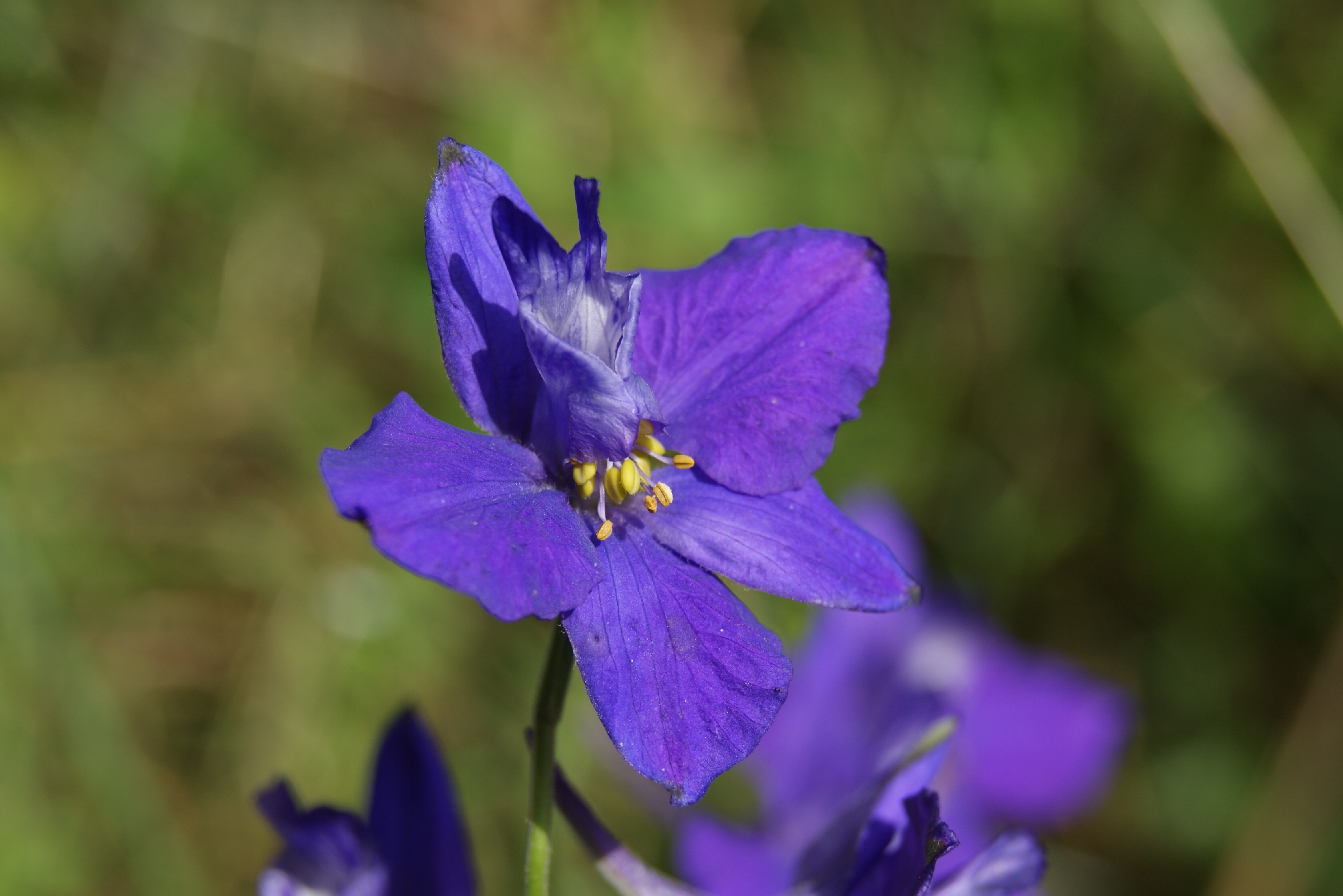
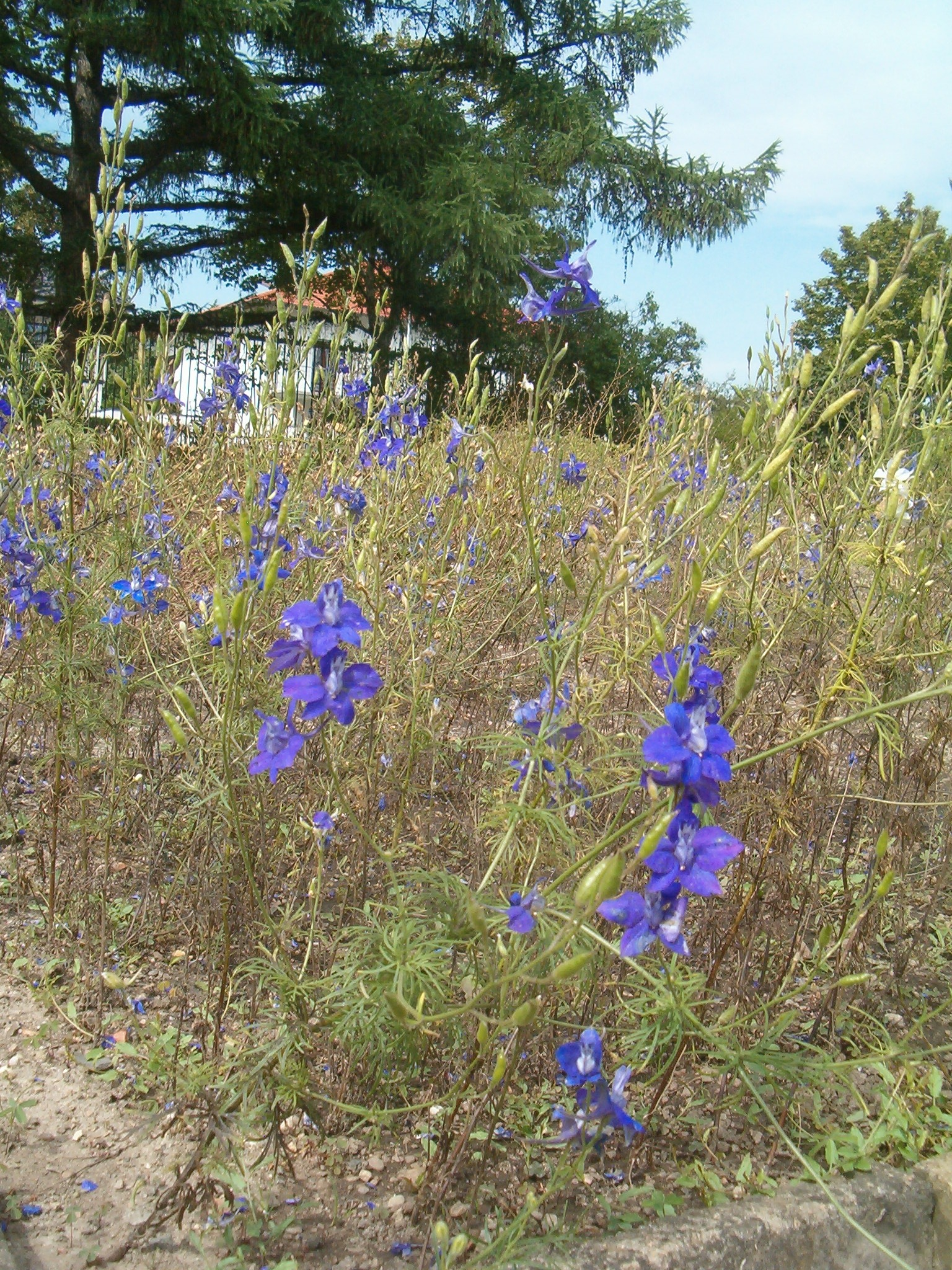
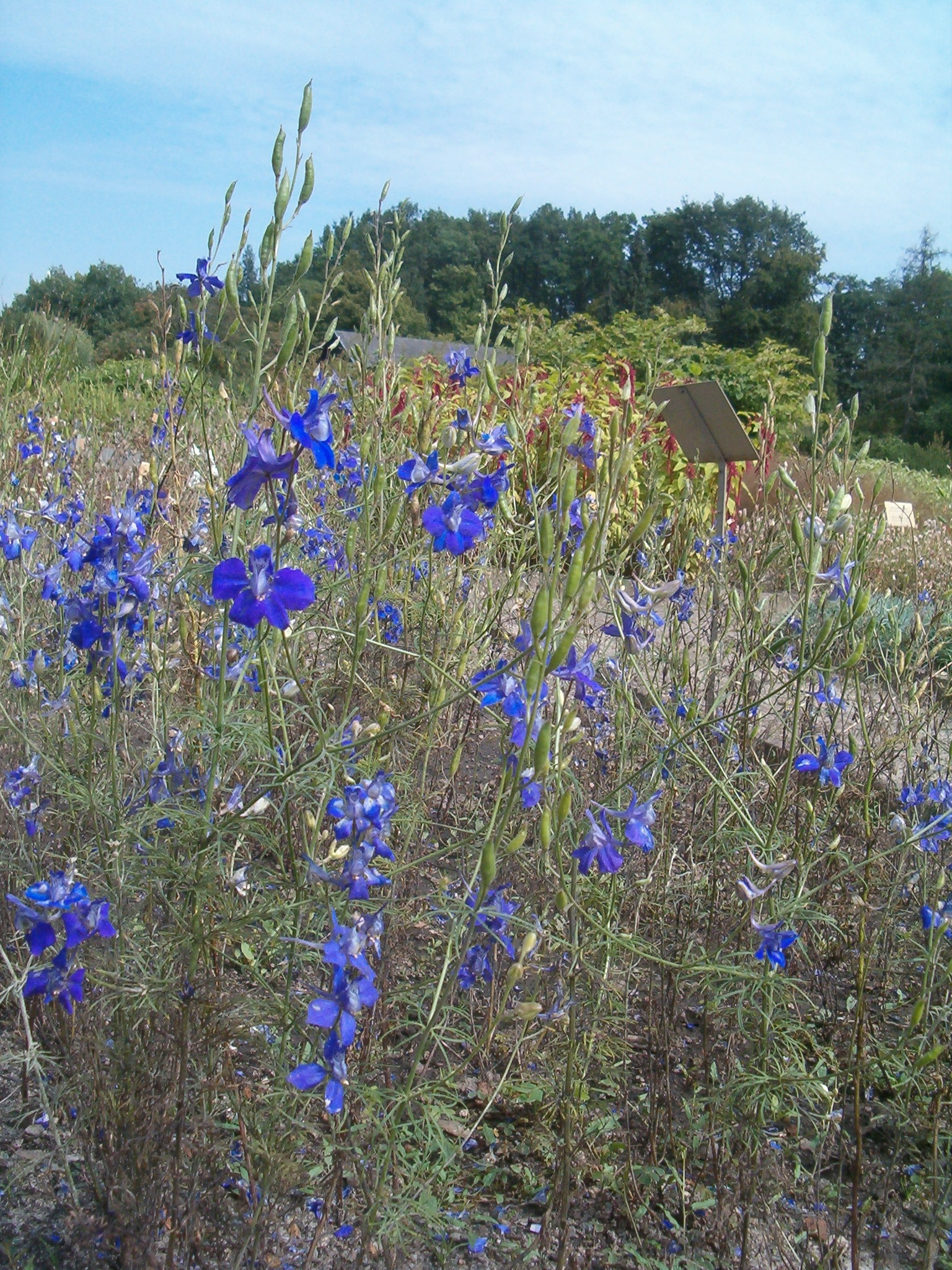